# スリーステップテスト
スリーステップテスト（英語：3 step test）とは、文学的及び美術的著作物の保護に関するベルヌ条約（ベルヌ条約）などが認める知的財産権の過度の例外規定を禁止する基準である。1967年のベルヌ条約改正（9条2項）により初めて導入され、その後のWIPO著作権条約（10条）、およびTRIPs協定（13条）に導入された。2001年5月には2001/29 EU指令が採択され、その翌年に加盟国が同指令を導入することで欧州各国において国内法（フランスの知的所有権法典 L.122-5条など）として採用された。現在ではスリーステップテストは国際条約の加盟国が過度に拡大した例外規定または強制実施権を採用することを禁止する国際規範となっている。

## 概要
スリーステップテストは3つの基準に基づいている。 この基準はあらかじめ定められた基準で実施され、もし1つでもステップの条件が満たされなければ、当該例外規定は非適合とされる。
例えば、ベルヌ条約9条2項では著作物の複製を認める（権利制限）条件として
- 1.一定の特別な場合であって
- 2.当該複製が著作物の通常の利用を妨げるものであってはならず
- 3.著作者の利益を不当に害しないこと

の3点（3step）を条件としている
スリーステップテストは、権利制限を過剰に拡大または法的例外の常軌を逸した利用を可能とする法律を採択する立法者により著作者の排他的権利が脅かされないために、著作者を保護することを目的とし、権利制限を新設する国内立法を大幅に制約するものである。また、加盟国の裁判官は、例外規定の適応が争点となる司法判断において、適応義務を負う可能性がある。

## 事例

### WTOパネルによる米国著作権法110条5項に対する勧告
1998年の改正により米国著作権法110条5項でバーやレストランで音楽を流す商業的施設に、著作権使用料の支払いを免除する例外規定を定めた。これに対して世界貿易機関は2000年5月5日の報告書でこの例外規定をTRIPs協定のスリーステップテストに違反すると勧告した。
WTOパネルによれば、スリーステップテストの1番目の要件、すなわち「特別の場合について」あるいは「制限された」例外という要件は、国内法における例外または制限が明確に定義されるべきであること（「一定の」という要件に対応）、そして当該例外または制限が限定的な適応範囲や目的を有すること（「特別な」に対応）を意味すること、特に権利制限等は「質的な意味でも量的な意味でも狭い範囲に止まるもの」でなければならない要件を示し、米国著作権法110条5項の例外規定は潜在的な受益者の数が十分に限定されていないことが非適合に該当するとした。
スリーステップテストの2番目の要件、著作物の「通常の利用」との抵触を禁じる規定についてWTOパネルは、権利者に対し現在の利益をもたらしている利用形態とともに、「将来のおそらくは相当の重要性を有することになるであろう利用形態」について考慮すべきとされた。パネルは米国著作権法110条5項の規定は例外の対象となる多くの施設に対して、利用を許諾し対価を徴収することを権利者は期待するものであり、権利制限は通常の利用を妨げるものであると結論付けた。
スリーステップテストの3番目の要件についてWTOパネルは例外や制限が著作権者の収益に不当な損失を与えているか、その可能性がある場合は、権利者の正当な利益を不相当に害することになると結論付けた。その上でパネルは著作権法110条5項の規定を定めるにあたり、米国は例外規定が権利者の正当な利益を不当に害しないことを実際の影響及び潜在的な影響も含めた分析により立証していないと判断した。

### 2002年中国の法改正
中国も2002年8月14日の法改正によりスリーステップテストを国内法で部分的に導入した。21条において「発行された著作物を無許諾で使用することは、著作物の通常の利用を妨げず、著作権者の正当な利益を不当に害するものであってはならない」とするが、これはステップの1段階目が含まれていないため、ツーステップテストと呼ばれる。